# Stinktrattskivling
Stinktrattskivling (Clitocybe phaeophthalma) är en svampart som först beskrevs av Christiaan Hendrik Persoon, och fick sitt nu gällande namn av Kuyper 1981. Stinktrattskivling ingår i släktet Clitocybe och familjen Tricholomataceae.  Arten är reproducerande i Sverige. Inga underarter finns listade i Catalogue of Life.

## Bildgalleri

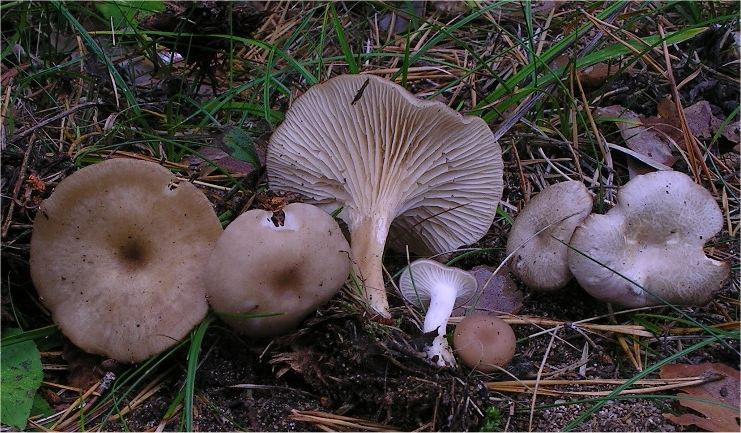
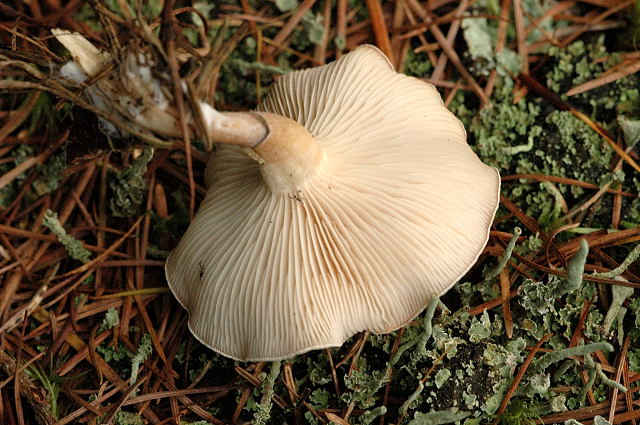